# Lê Văn Linh
Lê Văn Linh (黎文靈 hay 黎文零, 1376 - 1448) là công thần khai quốc nhà Lê sơ trong lịch sử Việt Nam, làm quan trải ba triều vua Lê Thái Tổ, Lê Thái Tông, Lê Nhân Tông người huyện Lôi Dương (nay là huyện Thọ Xuân), Thanh Hoá, Việt Nam.

## Tham gia khởi nghĩa Lam Sơn
Lê Văn Linh sinh ra cuối thời nhà Trần. Ông nổi tiếng về văn học từ nhỏ. Trang ấp của ông, hổ dữ làm hại, ông viết thư trách mắng, hổ bỏ đi, người ta ví ông với Hàn Dũ đuổi cá sấu
Lúc Lê Lợi thời ký bí mật ở núi Lam Sơn, Lê Văn Linh hăng hái theo về. Năm 1418, Lê Lợi phát động khởi binh chống nhà Minh tại Lam Sơn, Lê Văn Linh là văn thần phò giúp. Ông là quan văn cùng với Lê Thận, Lê Văn An là những tướng võ luôn đi sát bảo vệ Lê Lợi.
Năm 1426, tướng nhà Minh là Lý An, Phương Chính bỏ thành Nghệ An lúc ấy đang bị Lê Lợi cho quân bao vây, chỉ để Thái Phúc giữ thành, vượt biển chạy ra Đông Quan. Lê Lợi cho rằng thời cơ không thể bỏ mất, cho Lê Ngân, Lê Văn An, Lê Bôi, Lê Điền, Lê Lĩnh, Lê Văn Linh, Lê Quốc Hưng ở lại vây thành Nghệ An, còn nhà vua cất quân đuổi theo Lý An, Phương Chính.

## Phong thưởng
Ngày mồng 3, tháng 5, năm 1429, vua ban biển ngạch công thần cho 93 viên, Lê Văn Linh được ban tước Hương Thượng Hầu  cùng với Lê Lý, Lê Quốc Hưng.

## Tham dự triều chính

### Triều vua Lê Thái Tổ
Ngày 7 tháng 1 năm 1429, với chức Nhập nội Thiếu phó, Lê Văn Linh là một trong 7 vị đại thần mang kim sách lập Quốc vương Lê Tư Tề và Hoàng Thái Tử Nguyên Long.
Năm 1429, Lê Văn Linh được phong làm Nhập nội Thiếu phó rồi đổi sang làm Hữu bật.

### Triều vua Lê Thái Tông
Năm 1434 vua Lê Thái Tông ra lệnh cho Nhập nội thiếu bảo Lê Quốc Hưng; Nhập nội hữu bật Lê Văn Linh làm lễ tấu cáo ở Thái miếu, rước thần chủ mới của Thái Tổ và Quốc thái mẫu vào thờ ở Thái miếu.
Ngày mồng 6, tháng 3, năm 1435, sau khi đúc xong ấn báu, nhà vua sai Lê Văn Linh lúc ấy giữ chức Hữu Bật làm lễ tế cáo.
Ngày 21, tháng 11, Lê Văn Linh được cử làm Tham đốc, cùng với Tư mã tây đạo Lê Bôi làm Tổng quản cầm vệ quân 5 đạo và hai vạn trấn quân Nghệ An đạmh dẹp tù trưởng châu Ngọc Ma là Cầm Quý, bắt được Cầm Quý.
Năm 1437, Tư đồ Lê Sát chuyên quyền, bị vua Lê Thái Tông xử án phải bãi chức. Lê Văn Linh và Lê Ngân cùng tâu xin giảm tội cho Lê Sát nhưng Thái Tông không nghe. Lê Sát hận Lê Ngân được Thái Tông cho thay chức, ngầm nuôi võ sĩ định giết Ngân. Việc bị lộ, Thái Tông kết án xử tử Lê Sát, rồi ra chiếu kết tội Lê Sát và những người cùng cánh:
"Tội của Lê Sát đáng phải chết, không thể dung thứ được… Còn bọn Lê Văn Linh, Lê Lĩnh, Lê Thụ, Lê Ê, Lê Hiêu đều nên theo luật trị tội, nếu gặp ân xá cũng không được tha…"
Lê Văn Linh bị liên lụy vì vụ án Lê Sát, bị giáng xuống làm Tả bộc xạ. Ít lâu sau, ông lại được thăng làm Tri từ tụng sự.

### Triều vua Lê Nhân Tông
Sang thời Lê Nhân Tông, ông được thăng làm Thái phó.
Năm 1448, Lê Văn Linh qua đời, thọ 72 tuổi, truy tặng Khai phủ, tên thụy là Trung Hiến.
Ông theo Phật gia, trước khi mất ông dặn lại con mời các bậc cao tăng tụng kinh ba tuần chay, bảy tuần giới, đừng làm đám linh đình.

## Hậu thế ghi công
Đời vua Gia Long, ông được liệt vào hàng khai quốc công thần bậc nhất, triều đình miễn lao dịch cho một người cháu để lo việc thờ tự.
Tại Hà Nội hiện nay có phố mang tên ông, nối giữa phố Lý Nam Đế và phố Phùng Hưng. Tại quận 4, thành phố Hồ Chí Minh, tên ông được dùng để đặt tện một con đường, đường Lê Văn Linh.
Tên của ông cũng được đặt cho một trường trung học phổ thông tại huyện Thọ Xuân, Thanh Hóa, trường THPT Lê Văn Linh.

## Nhận định
Nhiều biên niên sử ký nhận xét về ông:
| “                         | Văn Linh là công thần khai quốc, là vị nguyên lão của ba triều, tính thâm trầm, có trí lược, rất am hiểu các mặt chính sự, lúc bàn bạc ở triều đình, có nhiều điều rất sáng suốt. Khi Lê Sát bị giết, ông nói thẳng không a dua, đành chịu khiển trách, được công luận cho là phải. Song ham mê tiền của, cho người làm quan để nhận hối lộ riêng. Rốt cục, không một lời nào bàn tới chính sự của đất nước. Ông ta chỉ tin thờ đạo Phật, đinh ninh dặn lại con mình kính mời các bậc cao tăng tụng kinh ba tuần chay, tuần giới, đừng làm đám linh đình mà thôi. | ” |
| — Đại Việt sử ký toàn thư | |   |

| “                                          | Ông trải thờ ba triều, công cao trọng vọng, tính thâm trầm, nhiều trí lược, biết đại cương việc chính, bàn bạc ở triều đình có nhiều sáng kiến. Việc Lê Sát bị giết, ông can thẳng, không a dua, cam chịu khiển trách. Công luận theo về ông. Ông là người rất cứng cỏi, thằng thắn, có khí tiết | ” |
| — Lịch triều hiến chương loại chí, quyển 1 | |   |

| “                                                            | Văn Linh là công thần khai quốc, có khí tiết | ” |
| — Đại Nam nhất thống chí, Quốc sử quán triều Nguyễn, quyển 3 |                                              |   |